# 利斯凡别戈维奇·阿里帕夏

黑塞哥维那帕夏领旗帜

利斯凡别戈维奇-斯托切维奇·阿里帕夏（1783年—1851年3月20日）是波斯尼亚裔奥斯曼帝国政治家。曾于1813年至1833年担任过黑塞哥维那斯托拉茨的地方行政长官。1833年至1851年任黑塞哥维那维齐尔并是该地区的实际统治者。黑塞哥维那帕夏领领主（帕夏）。他强烈反对1831年波斯尼亚起义并负责镇压叛乱的波斯尼亚维齐尔侯赛因·格拉达什切维奇。

## 言论
1833年他作为黑塞哥维那维齐尔到访莫斯塔尔并向当地民众作了如下声明：
诚实的陛下对我亲爱有加并授我以二人之下万人之上的要职。他许诺我可以成为任何我希望赴任地区的维齐尔。但除了黑塞哥维那，我不想去任何其他地方。从波斯尼亚帕夏领析出的黑塞哥维那由如下郡县组成：普里耶波列、普列夫利亚、普列夫利亚以及萨兰奇。还有德罗布贾、查伊尼切、内韦西涅、尼克希奇、柳比涅、特雷比涅、斯托拉茨、波奇特利、巴拉盖伊、莫斯塔尔、杜夫诺以及内雷特瓦河一侧科尼茨所属一半的郡。以上这些地方，都被授予给我、我的子孙、还有我的亲族。以防止某些恶劣的帕夏来统治黑塞哥维那。我作为本地人，本来就应该统治黑塞哥维那。而不是什么外人。没有人会对自己的家人为非作歹，我会对大家公平相待的。
此外，他还说：
从今日起，谁都不用再去君士坦丁堡找皇上。这莫斯塔尔就是你们的君士坦丁堡。这莫斯塔尔就是你们皇帝所在的地方。

### 書籍
- Jukić, Ivan Franjo.  [Travelogues and historical-ethnographic works]. Sarajevo: Svjetlost. 1953.
- Krešić, Milenko.  [Fr. Vidoje Maslać and the Diocese of Trebinje-Mrkan]. Trebinje: Župni ured Trebinje. 2012. ISBN 978-9539864277 （克罗地亚语）.
- Kapidžić, Hamdija. . Sarajevo: Akademija nauka i umjetnosti Bosne i Hercegovine. 2001. ISBN 9789958501128.
- Pamučina, Joanikije.  [The Life of Ali Pasha Rizvanbegović of Stolac, the Herzegovinian Vizier]. Bosnia and Herzegovina: А. Гильфердинга. 1873 （俄语）.

### 雜誌
- Gölen, Zafer. . Journal of Ottoman Legacy Studies. 2019, 6: 243–255.
- Nikić, Andrija.  [Establishment of the Apostolic Vicariate in Herzegovina]. Croatica Christiana Periodica. 1979, 3 (3): 21–50 （Croatian）.

## 外部連結
- Hamdija Kapidžić, Ali-paša Rizvanbegović i njegovo doba, ANUBiH i Filozofski fakultet u Sarajevu, Sarajevo 2001., str. 190